# 完顏輩魯
完顏輩魯，10世纪至11世纪女真族领袖，金朝宗室，完颜氏。
完顏輩魯是女真族首领和乌鲁和妻子的小儿子，輩魯的哥哥是完颜跋海。輩魯與自己的侄子綏可（跋海的儿子）一起迁徙到海姑水（今松花江一小支流海沟河），修置房屋居住。綏可的玄孙完颜阿骨打建立金朝，金熙宗时，追尊乌鲁为德皇帝，輩魯的母亲为思皇后，跋海为安皇帝，綏可为獻祖定昭皇帝。輩魯之孫完顏胡率。完顏胡率之子完顏劾者，與韓國公完顏劾者同名，天會十五年贈特進。